# Géographie de la Libye

## Géographie physique

### Structure du territoire
D'une superficie de 1 759 540 km2, située entre l’Égypte à l'est, le Soudan au sud-est, le Tchad au sud, le Niger au sud-ouest, l'Algérie à l'ouest et la Tunisie au nord-ouest, la Libye située sur la côte sud de la Méditerranée, occupe le 4e rang des pays d’Afrique par sa superficie et le 16e rang au monde. 1 300 km séparent le nord du sud du pays et 1 400 km l'est de l'ouest, faisant de la Libye un des plus vastes pays d'Afrique.

### Topographie

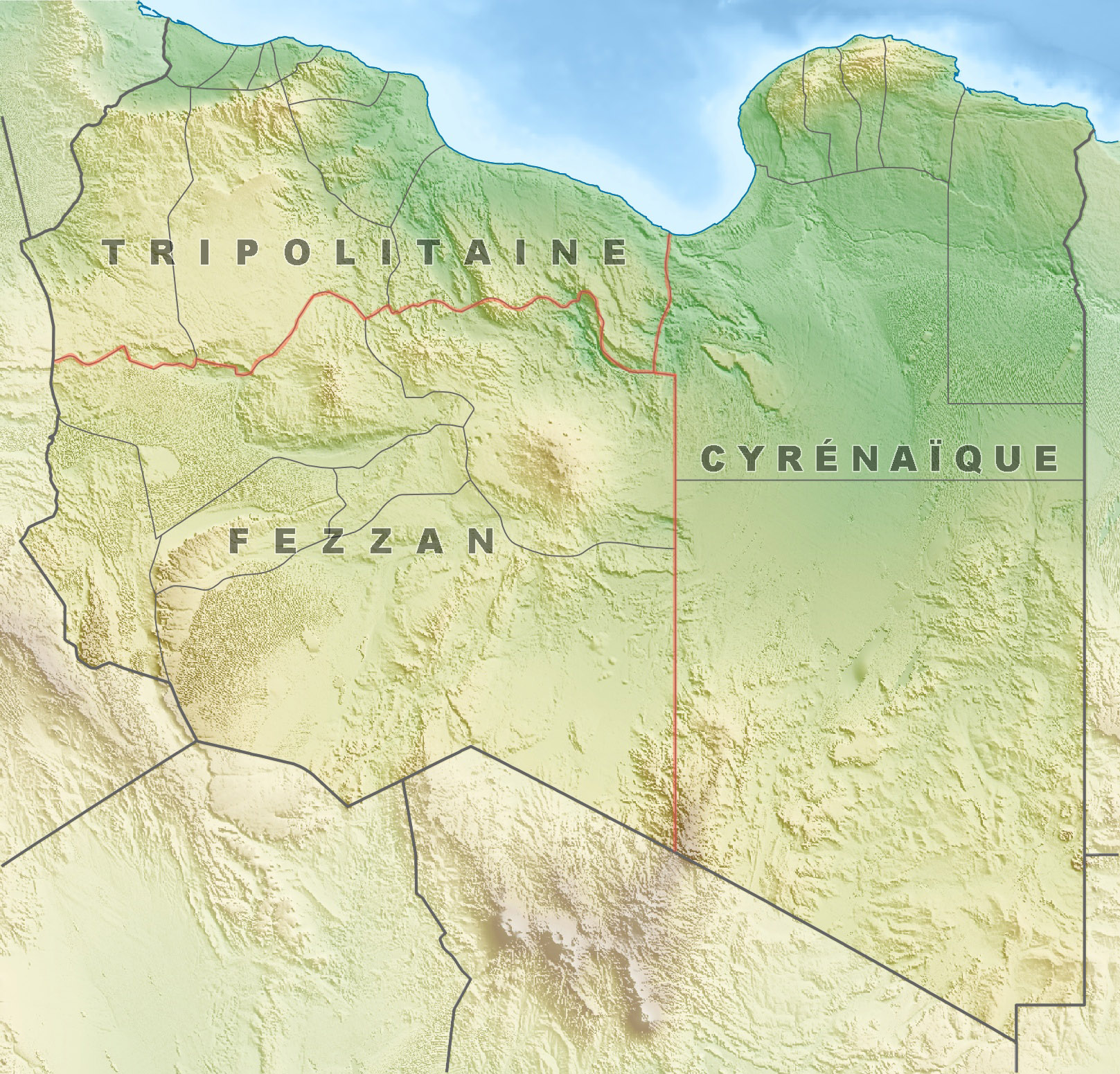
Topographie et provinces traditionnelles de la Libye

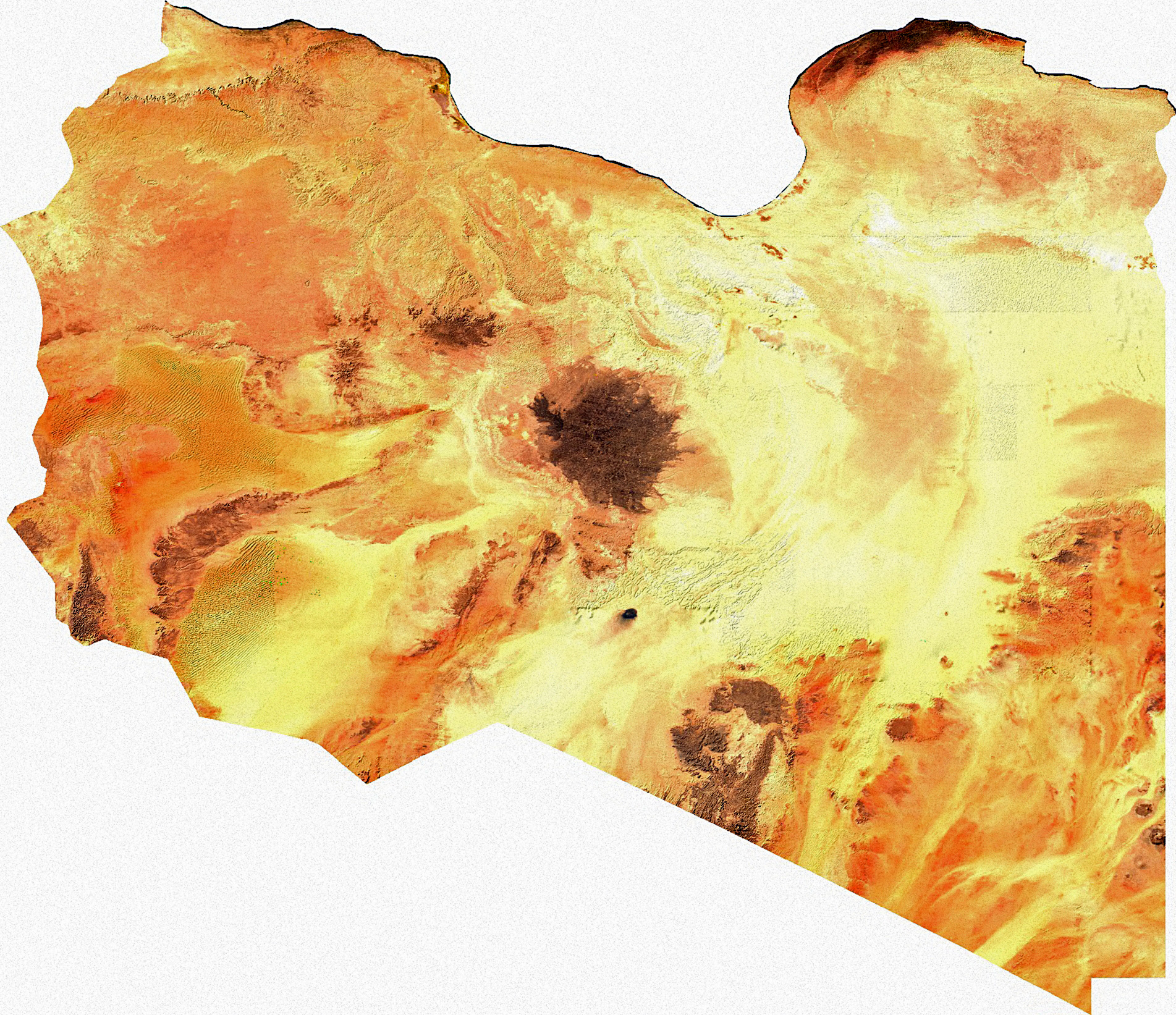
Relief de la Libye

Les deux zones géographiques principales du pays sont la côte méditerranéenne et le Sahara, le plus vaste désert chaud du monde. On trouve plusieurs hauts plateaux mais pas de réelle chaîne montagneuse à l’exception du massif du Tibesti, près de la frontière tchadienne, qui culmine à plus de 2 200 mètres. Ce sont le djebel tripolitain (djebel Nefoussa), le djebel Akhdar en Cyrénaïque près de la côte (872 mètres), le djebel as-Sawda en arrière du golfe de la Grande Syrte et enfin le petit massif de l'Hulayq al Kabir (1 200 mètres), dans la région d'Al Jufrah. Les terres agricoles sont concentrées sur une bande étroite près de la côte et des hautes steppes qui suivent immédiatement au sud. Encore plus au sud, le Fezzan qui est une région absolument désertique fait partie du Sahara. Peu peuplé, l’agriculture n’y est possible que dans quelques oasis isolées.
Les zones fertiles de la côte sont séparées par le golfe de Syrte et 500 km de désert. La Tripolitaine s’étend à l’ouest, la Cyrénaïque à l’est. Cette zone est traditionnellement considérée comme la frontière entre le Maghreb et le Machrek.
La côte tripolitaine alterne entre oasis, lagons et zones sableuses. À l’intérieur des terres se trouve la plaine de Djeffara, une zone triangulaire de 15 000 km2. À 120 km de la côte, la plaine se termine par un escarpement qui forme le djebel Nefoussa, un plateau culminant à 968 mètres. Celui-ci se prolonge au sud par un ensemble plus vaste, la Hamada al Hamra.
Les oasis sont moins nombreuses en Cyrénaïque. La plaine d’Al Marj, plus petite que la plaine de Djeffara, forme un croissant de 210 km de long entre Benghazi et Derna, pour une largeur maximale de 50 km. Le relief s’élève ensuite rapidement pour former le djebel al Akhdar (la « montagne verte »), appelé ainsi en raison des forêts de pins, de cyprès et d’oliviers sauvages qui le recouvrent. Il s’agit d’un plateau de calcaire dont l’altitude maximale s’élève à 900 mètres. À partir de là, la Cyrénaïque s’étend vers le sud le long du Fezzan.

## Hydrologie
En raison des faibles précipitations, il n’y a aucun cours d’eau permanent en Libye et tous les lacs permanents, une vingtaine, sont salés ou saumâtres. Le gouvernement libyen a construit un réseau de barrages sur les oueds pour servir à la fois au stockage de l’eau et au contrôle des inondations et de l’érosion. Les régions parcourues par des oueds sont fortement peuplées en raison de la fertilité de leur sol et de leur nappe phréatique. Ces dernières se réduisent cependant à une vitesse jugée alarmante, en particulier dans les zones fortement agricoles et près des centres urbains. Le gouvernement a réagi à cette situation en déplaçant des installations exploitant l’eau, entre autres autour de Tripoli, vers des régions où la demande en eau souterraine est plus faible. Des projets de reforestation extensive sont également en cours.
Les sources sont relativement nombreuses, celles de Djebel Nafusaht et de Djebel al-Akhdar étant jugées les plus aptes à des projets de développement futurs. Les plus grandes ressources aquatiques sont cependant les grands aquifères souterrains du désert. Le plus connu se trouve près de l’oasis d’Al-Koufrah au sud-est de la Cyrénaïque, mais il s’en trouve un plus grand près de Sabha dans le Fezzan. En 1984 a débuté un projet de grande ampleur (Grande Rivière Artificielle) visant à puiser dans les aquifères d’Al-Koufrah, Sarir et Sabha et d’acheminer l’eau vers la côte méditerranéenne pour alimenter l’agriculture et l’industrie.

### Géologie

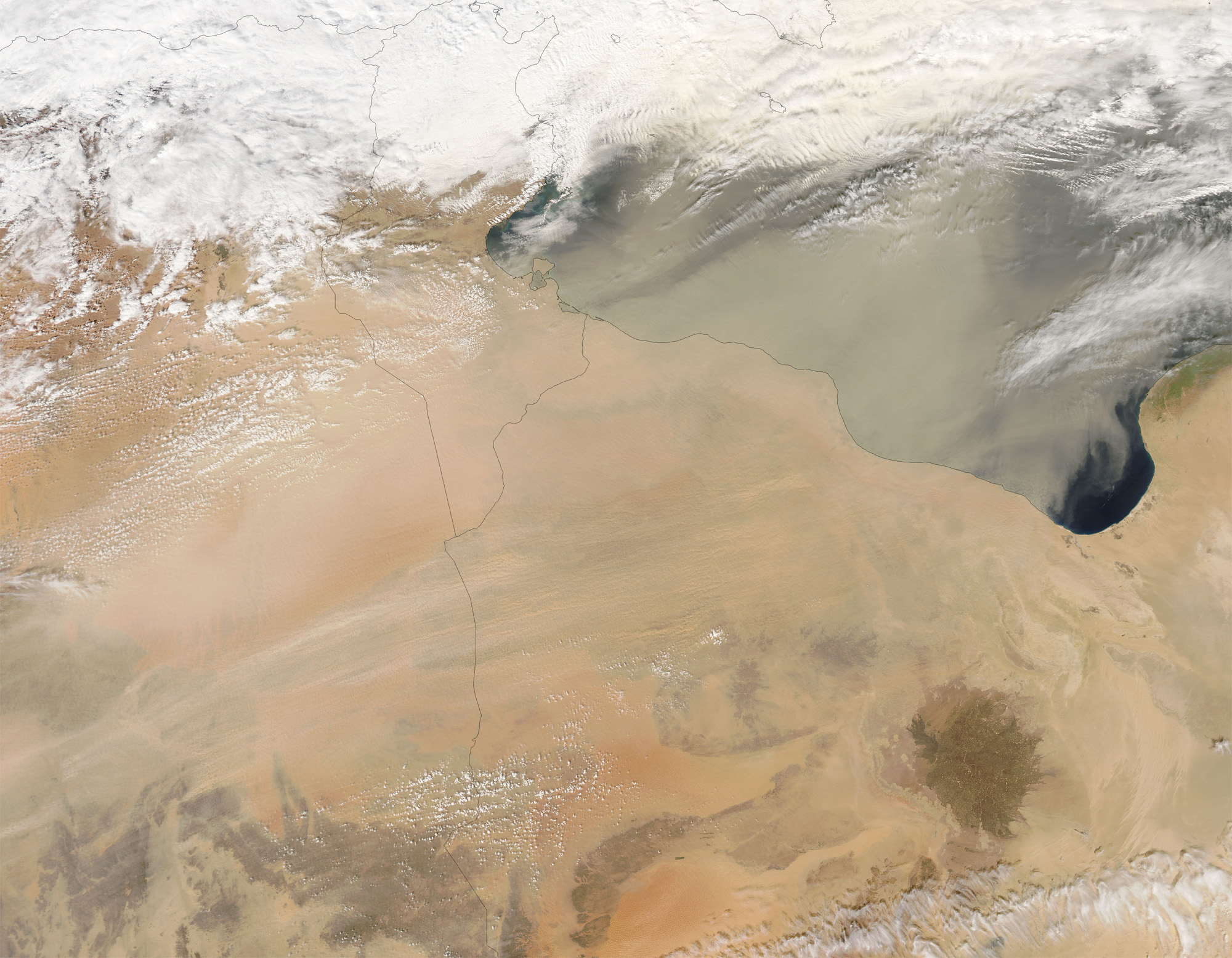
Tempête de poussière sur la Libye

Le désert libyen, qui couvre 90 % du pays. Dans le massif de l'Akakus, au sud-ouest, le grès a été ciselé par l'érosion et révèle d'innombrables gravures rupestres.
Ressources naturelles : pétrole, gaz naturel, gypse.

### Climat
Le climat de la Libye est peu varié car le pays se situe intégralement dans la zone subtropicale où la circulation atmosphérique dominante engendre des conditions arides voire hyper-arides. Le long de la fine côte méditerranéenne située à l'extrême nord du pays, y règne un climat méditerranéen (Classification de Köppen Csa). En s'enfonçant dans l'intérieur des terres libyennes, le climat devient de plus en plus sec et de plus en plus chaud, on y trouve climat désertique (Classification de Köppen BWh).
En réalité, bien que les températures sont typiques d'un climat méditerranéen le long de la côte, les précipitations sont rares, si rares que l'on trouve même le désert dans une partie de la côte, notamment dans le Golfe de Sidra (Syrte), alors qu'en Tripolitaine et en Cyrénaïque on y trouve un peu de végétation. Seulement dans les collines situées à l'arrière de la côte de Cyrénaïque, les précipitations annuelles moyennes se situent entre 400 mm et 700 mm. Le long de la côte, la seule zone qui reçoit des pluies non sporadiques, les reçoit entre octobre et avril avec des pics en décembre et en janvier. La quantité est généralement faible, entre 200 mm et 350 mm par an en Tripolitaine et en Cyrénaïque et au-delà la Cyrénaïque, entre 100 mm et 200 mm dans la partie la plus orientale de la côte méditerranéenne dans le Golfe de Sidra qui devient définitivement désertique dans la partie sud où la quantité descend à environ 100 mm. Les précipitations de la côte sont dues à des perturbations atmosphériques venues de l'océan Atlantique et de la mer Méditerranée, qui alternent avec de très longues périodes ensoleillées se produisant même en hiver. L'immense désert n'est quasiment jamais affecté par les perturbations atmosphériques ou encore par les fronts entre deux masses d'air, et ce à cause du régime anticyclonique (hautes pressions) permanent et très accentué associé à de l'air tropical continental (cT), donc chaud et sec, prenant source sur le désert lui-même. De ce fait, la vaste zone désertique libyenne représente quasiment le désert absolu qui ne reçoit quasiment jamais de précipitations, surtout dans le Fezzan et dans la partie centrale et méridionale de la Cyrénaïque, les précipitations moyennes annuelles sont inférieures à 10 mm dans 85 % du désert et deviennent nulles aux abords de Koufra dans le désert Libyque. Dans l'ensemble de ce désert absolu, il peut passer facilement plusieurs décennies sans aucune pluie du tout. Le ciel y est constamment serein, lumineux et dégagé étant donné l'absence quasi-totale de couverture nuageuse et le très faible degré hygrométrique de l'atmosphère et en toute saison, y compris en hiver. Cette région est l'une des plus sèches et des plus ensoleillées de la Terre.
En été, le soleil brille dans un ciel clair et sans nuages et il ne pleut quasiment plus de mai à septembre dans l'ensemble de la Libye. Le long de la côte, les brises maritimes ce qui rafraîchit en peu même si l'humidité atmosphérique est élevée, mais en réalité en été, les vents de nord soufflent même à haute altitude car ils doivent leur existence à la circulation atmosphérique, avec les hautes pressions au-dessus de la Méditerranée occidentale et les basses pressions au-dessus du flanc oriental, et c'est la raison pour laquelle le désert libyen est moins chaud que le désert algérien. Ceci est particulièrement vrai dans la partie orientale du désert à proximité de la frontière avec l'Égypte où les températures maximales moyennes ne dépassent plus 40 °C en été à Koufra ou à Awjilah. Les températures moyennes maximales estivales vont de 30 °C le long de la côte, à 35 °C - 37 °C dans la zone intérieure centrale septentrionale, et jusqu'à 40 °C - 44 °C dans le sud désertique. Cependant, à cause de la configuration atmosphérique et géographique du pays, le désert de Libye reste moins chaud que le désert d'Algérie. En effet, les hautes pressions sont situées au-dessus de la Méditerranée occidentale et les basses pressions, quant à elles, sur la façade orientale. Les deux engendrent de façon quasiment constante, y compris en été, un flux d'air plus frais directement venu de la mer qui se réchauffe et s'assèche bien évidemment en allant vers le sud mais qui freine l'échauffement du désert et qui empêche l'air continental tropical d'être aussi brûlant qu'au-dessus de l'Algérie où l'échauffement y est quasiment maximal. La température moyenne annuelle la plus élevée de la Libye est enregistrée à Ghat à une altitude pourtant élevée avec 668 m dans le sud-ouest du pays le long de la frontière avec l'Algérie avec 25,5 °C alors que la plus basse est enregistrée à Shahat dans le nord le long de la mer avec 15,8 °C à une altitude peu différente avec 566 m.
Exemples :
| Mois                              | jan. | fév. | mars | avril | mai  | juin | jui. | août | sep. | oct. | nov. | déc. | année |
| --------------------------------- | ---- | ---- | ---- | ----- | ---- | ---- | ---- | ---- | ---- | ---- | ---- | ---- | ----- |
| Température minimale moyenne (°C) | 6,8  | 9,1  | 13,8 | 18,9  | 23,2 | 26,6 | 26,4 | 25,9 | 23,7 | 19,2 | 13,9 | 8,9  | 18,03 |
| Température moyenne (°C)          | 13,6 | 17,1 | 21,4 | 26,7  | 31   | 33,9 | 33,9 | 33,3 | 31,6 | 26,9 | 21,7 | 15,3 | 25,53 |
| Température maximale moyenne (°C) | 20,4 | 25,1 | 28,9 | 34,4  | 38,8 | 41,2 | 41,8 | 40,9 | 39,6 | 34,7 | 29,5 | 23,5 | 33    |
| Précipitations (mm)               | 3,5  | 0,4  | 0    | 0,8   | 3,6  | 0    | 0    | 0,9  | 0,1  | 0,4  | 0,1  | 0,5  | 10,3  |

| Mois                              | jan. | fév. | mars | avril | mai  | juin | jui. | août | sep. | oct. | nov. | déc. | année |
| --------------------------------- | ---- | ---- | ---- | ----- | ---- | ---- | ---- | ---- | ---- | ---- | ---- | ---- | ----- |
| Température minimale moyenne (°C) | 5,5  | 8    | 11,4 | 16,4  | 20,4 | 23,9 | 24,8 | 24,1 | 21,7 | 18   | 12,8 | 7,5  | 16,21 |
| Température moyenne (°C)          | 12,5 | 15,7 | 19,5 | 24,8  | 29,4 | 32,7 | 33,7 | 33   | 30,4 | 25,8 | 19,5 | 13,7 | 24,21 |
| Température maximale moyenne (°C) | 19,4 | 23,3 | 27,5 | 33,3  | 38,3 | 41,5 | 42,6 | 41,8 | 39,1 | 33,5 | 26,2 | 20   | 32,2  |
| Précipitations (mm)               | 1    | 0,4  | 0,2  | 1,4   | 0,6  | 0    | 0    | 0    | 0,2  | 0,5  | 0,5  | 3,5  | 8,3   |

| Mois                              | jan. | fév. | mars | avril | mai  | juin | jui. | août | sep. | oct. | nov. | déc. | année |
| --------------------------------- | ---- | ---- | ---- | ----- | ---- | ---- | ---- | ---- | ---- | ---- | ---- | ---- | ----- |
| Température minimale moyenne (°C) | 5,2  | 7,6  | 11,2 | 16,3  | 20,1 | 23,6 | 24,4 | 23,8 | 22,4 | 17,6 | 12,2 | 7,1  | 15,87 |
| Température moyenne (°C)          | 12,1 | 15,3 | 19,5 | 25,1  | 29,5 | 32,2 | 33,2 | 32,7 | 31,3 | 25,9 | 20,8 | 14,6 | 24,28 |
| Température maximale moyenne (°C) | 18,9 | 23   | 27,8 | 33,9  | 38,9 | 40,7 | 41,9 | 41,5 | 40,2 | 34,1 | 29,3 | 22,1 | 32,69 |
| Précipitations (mm)               | 0    | 0,4  | 0    | 0,3   | 0,6  | 0,3  | 0    | 0    | 0    | 0,9  | 4,4  | 2,8  | 8     |

| Mois                              | jan. | fév. | mars | avril | mai  | juin | jui. | août | sep. | oct. | nov. | déc. | année |
| --------------------------------- | ---- | ---- | ---- | ----- | ---- | ---- | ---- | ---- | ---- | ---- | ---- | ---- | ----- |
| Température minimale moyenne (°C) | 6    | 8,2  | 12,7 | 17,5  | 21,2 | 23,1 | 23,9 | 23,3 | 21,9 | 18,8 | 13,2 | 7,9  | 16,48 |
| Température moyenne (°C)          | 13,3 | 16,2 | 20,3 | 24,9  | 29,5 | 31,2 | 31,9 | 31,4 | 29   | 25,3 | 20,1 | 14,9 | 23,99 |
| Température maximale moyenne (°C) | 20,6 | 24,2 | 27,8 | 32,3  | 37,7 | 39,2 | 39,8 | 39,5 | 36,1 | 31,8 | 27   | 22   | 31,5  |
| Précipitations (mm)               | 0,3  | 0    | 0    | 0     | 0,2  | 0    | 0    | 0    | 0,1  | 0,3  | 0    | 0    | 0,9   |

## Géographie humaine

### Armature urbaine
À l'origine, la Libye était peuplée par les amazighs. Aujourd'hui, les amazigh sont toujours présent dans les oasis du désert et mènent une vie de nomades.
Alors que plus de 70 %  de la population libyenne se concentre dans les grandes villes de la côte méditerranéenne au nord. Les villes principales du pays sont Tripoli la capitale, Benghazi, Misrata, Syrte ;  30 % de la population se repartie dans les  villes sahariennes comme Sebha, Mourzouk, Koufra et Ghat et dans les oasis isolées du désert de Libye.

### Occupation du sol
- terres arables: 1 %
- cultures permanentes: 0 %
- pâturages permanents: 8 %
- forêts: 0 % (est. 1993).
- Terres irriguées : 4 700 km2.